# Paul Scholes
Paul Scholes (* 16. listopadu 1974 Salford) je bývalý anglický profesionální fotbalista, který hrával na pozici středního záložníka. Svojí aktivní kariéru ukončil v roce 2013 ve dresu Manchesteru United, ve kterém celou svoji kariéru strávil.

## Klubová kariéra
Do Manchesteru přišel již v roce 1991 a s jeho juniorským týmem dosáhl řady úspěchů. První úspěchy za A tým začal mít až v sezóně 1994/95, kdy dal v 17 zápasech 5 gólů. Stálé místo v sestavě United si ale zajistil až v sezóně 1997/98, kdy nahradil v sestavě zraněného Roye Keana.
V další sezóně byl Scholes klíčovým hráčem při cestě za anglickým ligovým i pohárovým titulem. Slavné vítězné finále v Lize mistrů proti Bayernu však zmeškal kvůli trestu za žluté karty.
Po vypršení jeho smlouvy v červnu 2011 oznámil, že bude v klubu pokračovat jako asistent trenéra. V lednu 2012 ho však Sir Alex Ferguson přemluvil k návratu do týmu do konce sezony, protože se Manchester potýkal s velkým počtem zraněných hráčů. Jelikož Scholesovo tradiční číslo 18 už nosil Ashley Young, Scholes si vybral číslo 22, které naposledy nosil v roce 1996. Hned ve druhém zápase od svého návratu vstřelil gól (v zápase s Boltonem). 19. května 2013 v posledním ligovém kole Premier League 2012/13 po zápase proti West Bromwichi (remíza 5:5) definitivně ukončil aktivní hráčskou kariéru (po zápase se mj. rozloučil s trenérskou kariérou i sir Alex Ferguson). Manchester v ročníku získal celkem 89 bodů. Pro Scholese to byl celkem 499. ligový zápas a obdržel v něm svou 99. žlutou kartu.
Během svých let v dresu United získal jedenáctkrát ligový titul, třikrát FA Cup, dvakrát Anglický ligový pohár, pětkrát Community Shield, dvakrát vyhrál Ligu mistrů, jednou Interkontinentální pohár a jednou Mistrovství světa klubů.

## Reprezentační kariéra
Debutoval také v národním týmu Anglie a byl členem anglické reprezentace na Mistrovství světa 1998.